# Função de covariância
Função de covariância, ou simplesmente covariância, refere-se, no campo da geoestatística a uma medição da continuidade espacial de dado fenómeno à semelhança do seu análogo variograma. Pretende assim estudar a variabilidade de uma variável re-amostrando uma população para conter apenas os pares de pontos que se encontrem a uma dada distância {\displaystyle h}. É utilizada especialmente em estudos onde se justifique um variograma experimental (método gráfico que considera o valor de variograma ou semi-variograma para várias distâncias) calculando a covariância directamente ou a partir do valor do variograma.

## Definição
O estimador de covariância não centrada é dado pela média do produto de amostras que se encontram à distância de {\displaystyle h} (Soares, 2006):
{\displaystyle C'(h)={\frac {1}{N(h)}}\sum _{\alpha =1}^{N(h)}[Z(x_{\alpha })Z(x_{\alpha }+h)]\quad }
Para obter o estimador centrado precisamos subtrair o produto das médias das amostra que se encontrem nos pares distânciados por {\displaystyle h}:
```

  

    

      

        

          
C

          
′

        

        
(

        
h

        
)

        
=

        

          

            
1

            

              
N

              
(

              
h

              
)

            

          

        

        

          
∑

          

            
α

            
=

            
1

          

          

            
N

            
(

            
h

            
)

          

        

        
[

        
Z

        
(

        

          
x

          

            
α

          

        

        
)

        
Z

        
(

        

          
x

          

            
α

          

        

        
+

        
h

        
)

        
−

        
m

        
(

        

          
x

          

            
α

          

        

        
)

        
m

        
(

        

          
x

          

            
α

          

        

        
+

        
h

        
)

        
]

        

      

    

    
{\displaystyle C'(h)={\frac {1}{N(h)}}\sum _{\alpha =1}^{N(h)}[Z(x_{\alpha })Z(x_{\alpha }+h)-m(x_{\alpha })m(x_{\alpha }+h)]\quad }

  

```

Onde:
{\displaystyle m(x_{\alpha })={\frac {1}{N(h)}}\sum _{\alpha =1}^{N(h)}Z(x_{\alpha })\quad }
e,
{\displaystyle m(x_{\alpha }+h)={\frac {1}{N(h)}}\sum _{\alpha =1}^{N(h)}Z(x_{\alpha }+h)\quad }

A função covariância está directamente ligada com o variograma no qual sabendo que a covariância centrada é dada por:
{\displaystyle C(h)=E[Z(x)Z(x+h)]-E[Z(x)]E[Z(x+h)]\quad }
e que o variograma é dado por:
{\displaystyle \gamma (h)={\frac {1}{2}}E[(Z(x)-Z(x+h))^{2}]\quad }
Assumindo que a média é igual para todas as populações {\displaystyle Z(x)} e {\displaystyle Z(x)} (portanto uma função aleatória estacionária, conceito generalizado da série estacionária):
{\displaystyle C(h)=E[Z(x)Z(x+h)]-E[Z(x)]^{2}\quad }
Se desenvolvermos os termos do quadrado do variograma ficamos com:
{\displaystyle \gamma (h)={\frac {1}{2}}\{E[Z(x)]^{2}+E[Z(x+h)]^{2}-2E[Z(x)Z(x+h)]\}\quad }
Mais uma vez admitindo a estacionariedade das populações ficamos com:
{\displaystyle \gamma (h)={\frac {1}{2}}\{E[Z(x)]^{2}-E[Z(x)Z(x+h)]\}\quad }
Subtraindo {\displaystyle m^{2}} a cada um dos termos:
{\displaystyle \gamma (h)-m^{2}=E[Z(x)]^{2}-E[Z(x)Z(x+h)]-m^{2}\quad }
{\displaystyle \gamma (h)=E[Z(x)]^{2}-m^{2}-E[Z(x)Z(x+h)]+m^{2}\quad }
{\displaystyle \gamma (h)=E[Z(x)]^{2}-m^{2}-(E[Z(x)Z(x+h)]-m^{2})\quad }
deduz-se que:
{\displaystyle \gamma (h)=-(E[Z(x)Z(x+h)]-m^{2})=-C(h)\quad }
da qual para evitar ajustes com patamar, {\displaystyle C(0)}, negativo se utiliza a expressão:
```

  

    

      

        
γ

        
(

        
h

        
)

        
=

        
C

        
(

        
0

        
)

        
−

        
C

        
(

        
h

        
)

        

      

    

    
{\displaystyle \gamma (h)=C(0)-C(h)\quad }

  

```

Por esse motivo se nota, no formato gráfico, a covariância ser o exacto oposto do variograma:

## Discussão
Em geoestatística são usadas habitualmente três funções para estudar a variabilidade espacial da amostragem que são: covariância, correlograma, e semi-variograma (comumente designado variograma). Na hipótese de estacionaridade da variável, as três funções são equivalentes: deduzem-se umas a partir das outras e dão a mesma informação sobre o comportamento espacial da variável. A figura seguinte mostra o variograma experimental, covariância e correlograma para o mesmo conjunto de dados: